# Kolej wąskotorowa Antonówka – Zarzeczne
Kolej wąskotorowa Antonówka – Zarzeczne (ukr.: Вузькоколійна залізниця Антонівка – Зарічне) – kolej wąskotorowa w obwodzie rówieńskim na Ukrainie. Jest częścią Kolei Lwowskiej. Znajduje się na linii Antonówka – Zarzeczne. Najdłuższa kolej wąskotorowa w Europie, która przetrwała do dziś.
Kolej wąskotorowa Antonówka – Zarzeczne jest popularnie nazywana «Pojizdok» lub «Kukuszka», rzekomo dlatego, że lokomotywy serii KU były tu używane do lokomotyw serii TU.

## Historia
W latach 1904–1905 powstała kolej wąskotorowa przeznaczona do wywozu drewna (kolej leśna). Miała rozstaw szyn 750 mm. Wychodziła ona z Antonówki i dochodziła do Wydymeru, gdzie rozgałęziała się na linię północną i południową. Linia północna biegła przez Chinocze i Cichowierz do Kuchockiej Woli. Linia południowa zaś prowadziła przez Grabinę i Stepań oraz Postojno do Klewania. W 1908 roku zbudowano odgałęzienie od Stepania do Niemowicz. Od 1910 roku linia północna była eksploatowana przez rosyjskie wojska kolejowe.
W trakcie I wojny światowej powstała linia Kuchocka Wola – Rudka. W 1918 roku wojska niemieckie zbudowały linię Chinocze – Dąbrownica.
W 1922 roku kolej przejęło Ministerstwo Kolei Żelaznych. W tym samym roku uruchomiono linię północną (Antonówka – Chinocze – Kuchocka Wola) oraz odgałęzienie do Dąbrowicy. Kursowały pociągi pasażerskie i towarowe. Linii południowej nie przywrócono do ruchu.
W 1926 roku kolej wyremontowano i przebudowano.
W dwudziestoleciu międzywojennym planowano przedłużyć kolej z Kuchockiej Woli do Lubieszowa (na Poleskiej Kolei Wąskotorowej), planów tych jednak niezrealizowano.
W latach 1939–1941 kolej okupowali Sowieci, natomiast w latach 1941–44 Niemcy. Podczas wojny kolej została zniszczona. W 1945 roku kolej włączono do Ukraińskiej SRR.
W 1946 roku przywrócono ruch pasażerski i towarowy.
W 1952 roku zamknięto linię Chinocze – Dąbrowica. Rozebrano ją w 1958 roku. Zlikwidowano też linie z Cichowierza do Kucheckiej Woli.
W 1964 roku wybudowano odgałęzienie z Cichowierza przez Łoknicę do Zarzecznego.
W 1972 roku rozpoczęto wprowadzanie spalinowozów. W 1980 roku wycofano z ruchu ostatnie parowozy.
W 1991 roku zawieszono przewozy towarowe.
Teren, przez który przebiega linia kolejowa jest bardzo malowniczy: lasy, pola, bagna, jeziora – dlatego obecnie prowadzona jest wycieczka wąskotorowa dla turystów ukraińskich i zagranicznych.
W projekcie multimedialnym z 2007 roku «Siedem Cudów Równego» kolej wąskotorowa Antonówka – Zarzeczne zajęła I miejsce.
Specjalny projekt rad rejonowych Włodzimierza i Zarzecznego pod warunkową nazwą «Poliśkyj Tramwaj» został zwycięzcą ogólnoukraińskiego konkursu projektów i programów samorządu lokalnego (2008). Jego szacunkowy koszt to 730 tysięcy hrywien. Na koszt projektu stworzono stronę internetową, opublikowano produkty reklamowe, w Antonowce odbył się festiwal Bursztynowy Szlak, otwarto muzeum kolei wąskotorowej. Planują stworzyć samochody hotelowe dla turystów w Antonowce. Każdy z 15 przystanków będzie oryginalnie wyposażony. Na przykład we Włodzimierzu powstanie skansen bursztynu, a w nowym kościele kanonicznym bursztynowy ikonostas.
Pod koniec czerwca 2010 r. świętowano 115-lecie kolei wąskotorowej. Na uroczystościach w Antonówce obecni byli liczni przedstawiciele elity obwodu rówieńskiego oraz goście zagraniczni.
Od 18 marca 2020 r., kursowanie kolei jest zawieszone i prawdopodobnie pozostanie ona nieczynna.